# Hummingbird Heartbeat
"Hummingbird Heartbeat" (tạm dịch: "Nhịp tim chú chim ruồi") là một bài hát của nghệ sĩ thu âm người Mỹ Katy Perry trích từ album phòng thu thứ ba của cô, Teenage Dream (2010). Nó là bài hát thứ 12 trong album. Bài hát được sáng tác bởi Perry, Christopher "Tricky" Stewart, Stacy Barthe, và Monte Neuble; trong khi đó phần sản xuất thuộc về Stewart và Kuk Harrell sản xuất giọng hát của Perry. "Hummingbird Heartbeat" được lấy cảm hứng từ người bạn trai của cô lúc đó là Russell Brand, người mà cô nói rằng "Anh ấy đưa cho tôi nhịp đập trái tim của những con chim ruồi".
"Hummingbird Heartbeat" được phát sóng trên đài phát thanh của Úc như là một đĩa đơn trích từ album Teenage Dream vào tháng 9 năm 2012. Bài hát nhận được nhiều đánh giá tích cực từ các nhà phê bình, phần nhiều trong số họ cho rằng nó là một ứng cử viên cho một đĩa đơn tiềm năng. Sau khi phát hành Teenage Dream vào tháng 8 năm 2010, "Hummingbird Heartbeat" xuất hiện ở nửa dưới bảng xếp hạng Gaon Chart của Hàn Quốc ở vị trí 124.

## Bối cảnh và sáng tác
Trong một cuộc phỏng vấn với Youtube về album Teenage Dream vào tháng 8 năm 2012, Perry tiết lộ rằng "Hummingbird Heartbeat" là một trong những bài hát đầu tiên cô viết khi tour diễn Hello Katy Tour (2009) của cô kết thúc. Về bài hát, Perry nói lần đầu tiên xuất hiện ý tưởng cho bài hát khi cô đang ở quê nhà Santa Barbra, California:
"Tôi đang dùng bữa sáng thì bỗng tôi nhìn thấy một chú chim ruồi và chú chim ruồi cũng đã có một bữa sáng như thể...tôi cũng không biết sao nữa, bạn biết đấy chim ruồi được cho là biểu tượng của sự may mắn và lúc đó tôi chỉ nghĩ về chim ruồi. Tôi nghĩ rằng "Nhịp tim của chúng nhanh bao nhiêu?" như là "bao nhiêu nhịp trên một phút", và sử dụng ý tưởng đó như là ý tưởng của một ai đó làm bạn tim bạn cảm thấy đập thật nhanh"
"Hummingbird Heartbeat" là một bài hát glam metal rock với tiết tấu nhanh và mang trong đó âm hưởng của thể loại dance-pop. Bài hát chịu ảnh hưởng của thể loại nhạc những năm 80. "Hummingbird Heartbeat" được viết bằng khóa F♯ với một nhịp độ trung bình là 120 nhịp một phút. Giọng hát của Perry nằm trong khoảng từ nốt thấp nhất A♯3 đến nốt cao nhất của D♯5. Phần nhạc đệm và điệp khúc là dãy nốt F♯/B-C♯-A♯M7-Bmaj9, trong khi đó phần hát của Perry là dãy nốt D♯M7-C♯-F♯7-Bmaj9. Phần đệm nhạc của bài hát bao gồm guitar điện, trống, piano và toàn bộ các nhạc cụ khác trong quá trình sản xuất của nó.

## Phát hành và tiếp nhận
Sau khi phát hành album Teenage Dream, "Hummingbird Heartbeat" xuất hiện ở nửa dưới bảng xếp hạng Gaon Chart của Hàn Quốc ở vị trí 124. Sau sự thành công của đĩa đơn trước đó là "Wide Awake" thì có thông báo rằng "Hummingbird Heartbeat" sẽ được phát hành dưới dạng đĩa đơn trích từ Teenage Dream ở tại Úc và Vương Quốc Anh. Bài hát được gửi đến các đài phát thanh ở Úc vào ngày 17 tháng 9 năm 2012. "Hummingbird Heartbeat" có mặt tại vị trí 59 tại bảng xếp hạng Australia Hot 100 Airplay vào ngày 24 tháng 9 năm 2012, và đến tuần tiếp theo nó vươn lên vị trí 34.
"Hummingbird Heartbeat" nhận được những đánh giá tích cực từ cá nhà phê bình âm nhạc. Tom Thorogood của MTV đưa cho bài hát những đánh giá tích cực, gọi nó là một đĩa đơn mạnh mẽ và là bài hát "đồng hành với Teenage Dream"; câu chuyện của những chú chim và những chú ong được trưởng thành hơn qua tiếng guitar". Jeb Inge của The Journal gọi "Hummingbird Heartbeat" là bài hát mạnh mẽ nhất album trong khi đó Michael Gallucci của Cleveland Scene thì nói nó là bài hát nổi bật nhất album và so sánh nó với "Teenage Dream" và gọi cả hai là "quả bom từ trên trời". Gary Trust của Billboard so sánh "Hummingbird Heartbeat" với 5 đĩa đơn đầu của Teenage Dream và khẳng định rằng nếu nó được chọn làm đĩa đơn chính thức thì Katy Perry sẽ trở thành nghệ sĩ đầu tiên có 6 đĩa đơn quán quân trong một album tại Billboard Hot 100. Trong một nhận xét mang tính ít tích cực hơn, Jessica Sager của PopCrush viết rằng "Hummingbird Heartbeat" có một chút gì đó của sự vụng về trong âm nhạc. Tháng 7 năm 2013, Robert Copsey và Lewis Corner của Digital Spy nói rằng "sẽ thỏa đáng hơn nếu bài hát có một video âm nhạc chính thức và một sự quảng bá toàn cầu".
Từ ngày 20 tháng 2 năm 2011 đến ngày 22 Tháng 1 năm 2012, Katy Perry bắt đầu thực hiện tour diễn California Dreams Tour, tại đó cô cũng biểu diễn "Hummingbird Heartbeat". Trong hầu hết các chương trình thì cô đưa bài hát vào danh sách biểu diễn ở vị trí số hai, trước đó là "Waking Up In Vegas" và sau đó là "Teenage Dream".
| Bảng xếp hạng (2010)                          | Vị trí cao nhất |
| --------------------------------------------- | --------------- |
| South Korea International Singles (Gaon)      | 124             |
| Bảng xếp hạng (2012)                          | Vị trí cao nhất |
| Australia Hot 100 Airplay (The Music Network) | 34              |